# Zprávy z budoucnosti
Zprávy z budoucnosti je druhé studiové album hudebního projektu Maya. Vydáno bylo ve společnosti Universal Music Group v roce 2004. Skladby jsou komponovány na pomezí ambientní hudby a elektronického popu s prvky mystiky. Autorem veškeré hudby je Darek Král, textů pak Adam Suchý, Nora Grundová je interpretkou alba.

## Skladby
1. 19:00 – 03:09

2. Anděl v hodinkách – 04:10

3. Wow GEQU35 – 02:25

4. Není svatozář – 04:07 

5. Jiné světy – 04:14 

6. Na střechách – 04:00 

7. Icarus – 04:00 

8. Signály stratosféry – 01:47 

9. Ballet (Poušť) – 04:13 

10. Pouštní květ – 03:35 

11. Noční hlídka – 05:17 

12. Nebi blíž – 03:31 

13. Modlitba (Reillusion) – 05:03 

14. Largo pro Nový svět – 01:41 

15. Maska z hvězd/Návrat KEO – 07:34 